# Red, White and Blue Blood

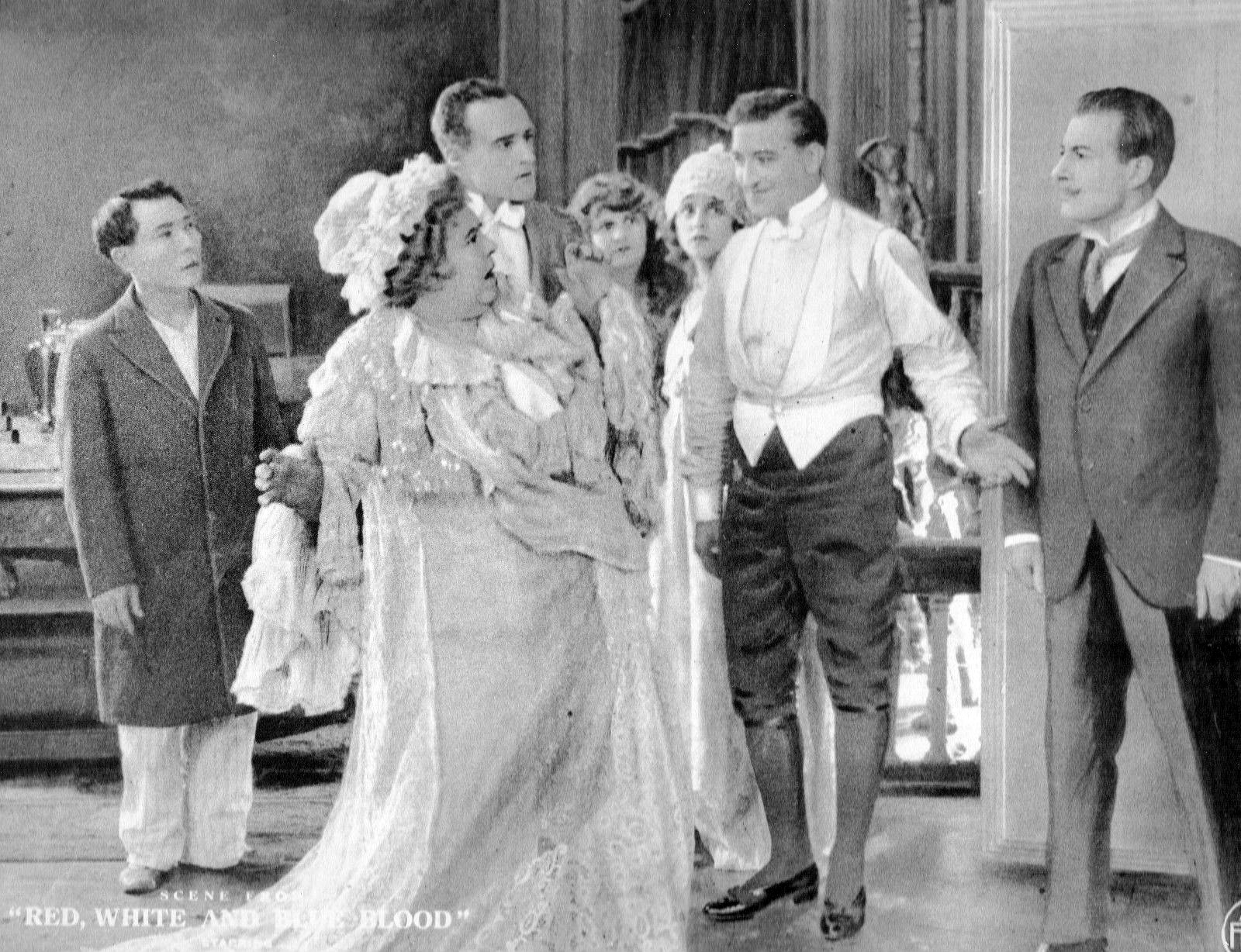
Une scène du film Red White and Blue Blood.

Red White and Blue Blood est un film américain réalisé par Charles Brabin, sorti en 1917.

## Synopsis
John Spaulding sauve Helen Molloy-Smythe et sa mère d'un vol dans un train alors qu'ils sont en vacances dans l'Ouest. Un peu plus tard, John retourne à la propriété de son père à Long Island, et sauve à nouveau Helen qui manque de se noyer. Ils tombent amoureux, mais lorsque John apprend qu'Helen a la réputation d'être une femme mondaine, il tente de lui donner une leçon d'humilité.

## Fiche technique
- Réalisation : Charles Brabin
- Scénario : June Mathis
- Producteur : 	Maxwell Karger
- Photographie : R. J. Bergquist
- Production : Metro Pictures
- Genre : Comédie[1],[2]
- Durée : 5 bobines
- Date de sortie : 24 décembre 1917

## Distribution
- Francis X. Bushman : John Spaulding
- Beverly Bayne : Helen Molloy-Smythe
- Adella Barker : Mrs. Molloy-Smythe
- William H. Tooker : Patrick Spaulding
- Duncan McRae : Conte Jules Berratti
- Cecil Fletcher : Bob Molloy-Smythe
- Jack Raymond : Light-fingered Bertie
- C. R. McKinney : Charlie Jadwin
- Arthur Housman